# Jaylin Galloway
Jaylin Galloway, né le 21 décembre 2002 à Townsville en Australie, est un joueur australo-américain de basket-ball. Il évolue au poste d'ailier.

## Biographie

### Carrière professionnelle
En mars 2024, Galloway s'engage pour deux ans et pour un two-way contract avec les Bucks de Milwaukee.

## Palmarès et distinctions individuelles
- 2× champion NBL (2022, 2023)
- Champion NBL1 North (2023)